# 新削减战略武器条约
新削减战略武器条约（英語：Strategic Arms Reduction Treaty，簡稱New START）是美國和俄羅斯之间签署的一项雙邊裁減战略武器的條約。条约有效期为十年，并可以延期五年。该條約於2010年4月8日由美國總統奧巴馬和俄國總統梅德韋傑夫在捷克首都布拉格簽署。随后由美国参议院和俄罗斯联邦会议分别通过。2011年2月5日美国国务卿希拉里·克林顿与俄罗斯外长谢尔盖·拉夫罗夫在德国慕尼黑交换有关文件，该条约正式生效。2021年美俄雙方領導人同意將該条約延長至2026年。
条约取代了《削减进攻性战略武器条约》，同时也是《第一阶段削减战略武器条约》的补充条约；《第二阶段削减战略武器条约》签署从未生效；《第三阶段削减战略武器条约》从未签署也从未生效。
条约要求将洲際彈道飛彈发射器的数量减半，建立新的核查制度，取代SORT机制。它没有限制可以储存的非作战核弹头的数量。
2023年2月21日，俄罗斯暂停执行《新削减战略武器条约》，但俄罗斯没有退出条约，并表示将继续遵守条约规定的武器数量限制。

## 概述
条约将部署的战略核弹头数量限制在1550枚，比《第一阶段削减战略武器条约》减少大约三分之二，比2002年《莫斯科条约》可部署的战略核弹头限制少10%。部署的弹头总数可能会超过规定限制，因为每架轰炸机只计算一枚弹头，而不论它实际携带了多少枚。条约还将部署和未部署的洲际弹道导弹（ICBM）发射器、潜射弹道导弹（SLBM）发射器和配备核武器的重型轰炸机的数量限制在800架。部署的洲际弹道导弹、潜射弹道导弹和配备核武器的重型轰炸机的数量限制在700架。条约允许卫星和远程监测，以及每年18次现场核查。
条约义务必须在条约生效七年内履行。条约有效期为十年，经双方同意后可选择续签五年。条约于2011年2月5日生效，双方在美国参议院和俄罗斯联邦会议批准后交换了批准书。美国在条约批准之前就开始实施削减。
提交给美国参议院的文件描述了至少30个导弹发射井、34架轰炸机和56个潜艇发射管的退役情况。被拆除的导弹将保持完整，轰炸机可以转换为常规用途。14艘俄亥俄级核潜艇上的24个发射器中的4个将被拆除，没有一个退役。
条约对战术核武器没有限制，例如洛克希德·马丁公司的F-35閃電II戰鬥機，它很可能会取代F-15E和F-16在战术核投送中的作用。
条约不包括轨道移动洲际弹道导弹发射器，因为双方都不拥有此类系统。此类发射器上的洲际弹道导弹将受到通用发射器限制的约束，但如果未来重新引入此类系统，双方必须就此类系统的核查工作达成一致。

## 历史
《新削减战略武器条约》是《第一阶段削减战略武器条约》的后续条约。《第二阶段削减战略武器条约》已经签署但尚未批准，《第三阶段削减战略武器条约》的谈判没有成功。
条约的起草工作于2009年4月在两国总统巴拉克·奥巴马和德米特里·梅德韦杰夫在伦敦会晤后开始。初步会谈于4月27日在罗马举行，但最初计划于5月中旬举行。
2009年7月6日上午，奥巴马在访问莫斯科期间与梅德韦杰夫签署了《关于进一步削减和限制进攻性战略武器的联合谅解》协议。该文件提出双方将核弹头数量减少到1500-1675枚，并将其运载武器减少到500-1100枚的意图。
奥巴马和梅德韦杰夫于2010年3月26日宣布达成协议，并于2010年4月8日在布拉格签署条约。

## 美国公共辩论

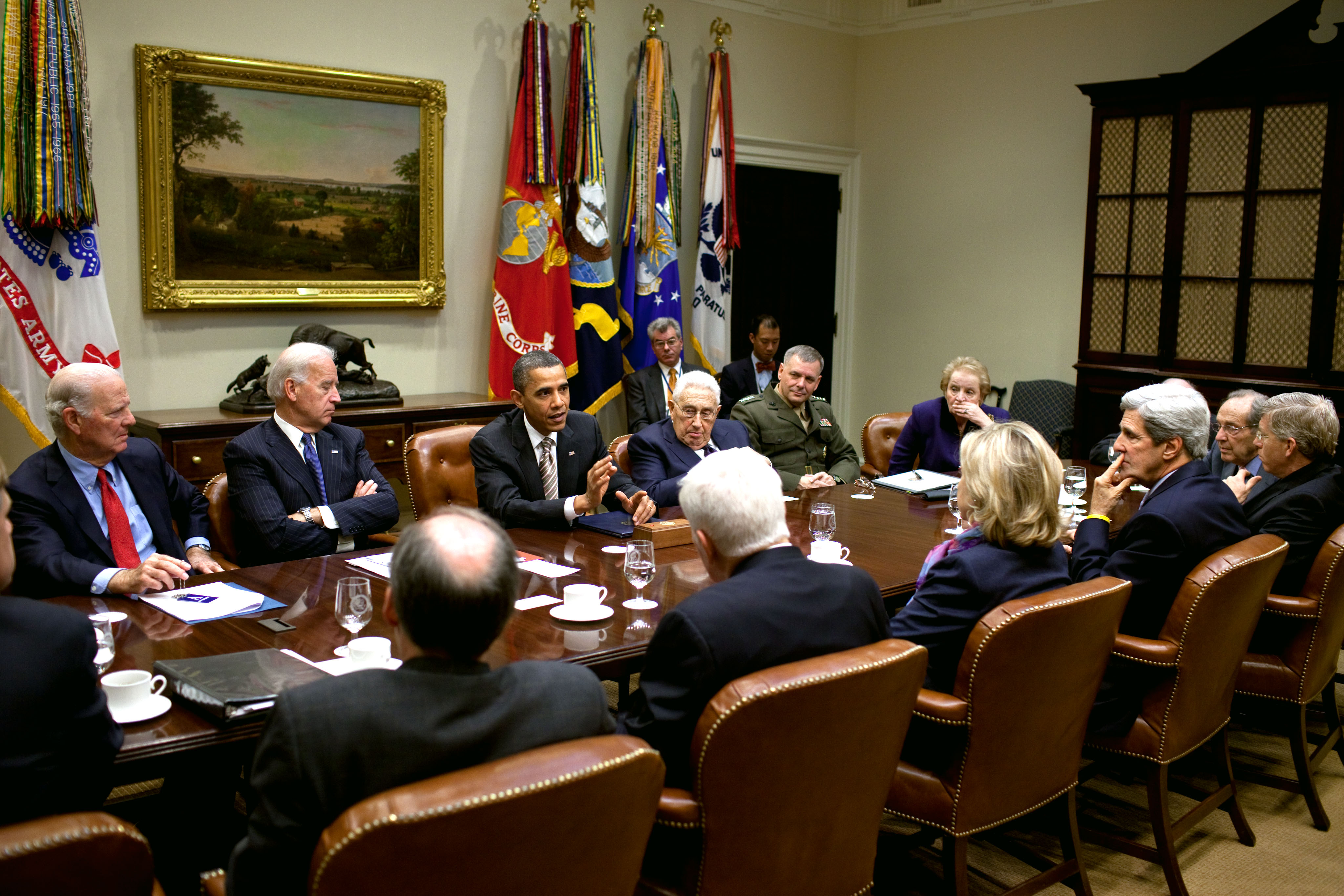
奥巴马政府官员在一次会议上讨论新的削减战略武器条约

2010年美國中期選舉前夕以及之后的国会会议期间，美国政府就是否批准该条约展开辩论。一项民意调查显示，民众普遍支持批准条约；而另一项民意调查显示，人们普遍对条约持怀疑态度。
美国军备控制协会认为该条约是恢复现场核查和增加美俄战略关系可预测性所必需的。支持该条约的其它组织包括美国科学家联盟，社会责任医师协会裁军专家彼得·威尔克称新的《削减战略武器条约》对于确保一个更安全的世界和与俄罗斯建立更强有力的外交关系“至关重要”。
共和党的支持者包括前总统乔治·赫伯特·沃克·布什和所有六位前共和党国务卿，他们在《华盛顿邮报》和《华尔街日报》上发表了支持条约的文章。支持该条约的保守派专栏作家罗伯特·卡根称，与以前的《削减战略武器条约》(START)相比，该条约的目标较为温和，条约不应该因为党派分歧而失败，并表示共和党坚持升级美国的核武库是合理的，但不会受到目前条约的影响。
美国遗产行动是美国传统基金会的下属团体，它带头反对《削减战略武器新条约》(New START) ，并游说参议院，在11月美国中期选举前发起请愿活动和播放政治广告。这一努力得到了可能成为总统候选人的米特·罗姆尼的支持，并被前参议院多数党领袖汤姆·达施勒认为改变了一些共和党人的选票。根据时任传统基金会主席艾德温·佛讷的说法，《新削减战略武器条约》的措辞“肯定”会削减美国的核能力，但“不一定”会削减俄罗斯的核能力，而且俄罗斯将在战术核武器与美国保持10比1的优势，条约中没有考虑这一点。
批评该条约的军备控制专家包括负责军备控制和国际安全的前副国务卿罗伯特·约瑟夫和负责政策的国防部副部长埃里克·埃德尔曼，他们认为该条约削弱了美国的防御能力。前中央情报局局长小羅伯特·詹姆斯·伍爾西也表示，“对俄罗斯要求的让步使得参议院难以支持新条约的通过”。
参议员瓊·凱爾和米奇·麥康諾称，在条约辩论期间，美国下一代轰炸机缺乏资金，即使不会受到条约限制。在美国参议院就美俄批准《削减战略武器新条约》(New START Treaty)辩论期间，参议员吉姆·英霍夫表示，“俄罗斯在我们与他们签订的每一项军控条约中都作弊”，这在俄罗斯引发了争议。此外，还有人担心美国可能对导弹防御系统的部署施加限制。
美国国防部的《俄罗斯战略核力量报告》根据《2012年度美国国防授权法案》第1240条发布，条约的批准对俄罗斯的核反击能力也“几乎没有影响”。

## 条约现状

### 监测和核查
谈判期间，核查制度是美国和俄罗斯之间审查的核心问题之一。当条约生效时，双方可以对彼此进行检查。每个国家每年有18次现场检查，分为两类：第1类和第2类检查。第1类检查专门针对部署洲际弹道导弹、潜射弹道导弹和轰炸机的军事基地。第2类检查包括未部署武器系统的军事设施。条约每年只允许进行10次1型和8次2型检查。双方还可以在32小时内通知工作队抵达。自2011年以来，双方在减少核武方面都取得了逐步进展。到2018年2月，双方都在条约限制范围内实现了减少核武数量的目标。
根据该条约，有关核武器数量和位置的最新信息已经公开，2011年5月13日，三名前美国官员和两名防核武扩散专家签署了一封致双方的公开信，要求公开这些信息，以提高条约透明度，减少不信任，并支持其它国家的核军备控制进程。

## 条约进展

### 2017年
2017年2月9日，美国总统唐纳德·特朗普首次致电俄罗斯总统弗拉基米尔·普京，询问是否延长《新削减战略武器条约》，特朗普认为该条约对俄罗斯有利，是“奥巴马政府谈判达成的几项糟糕协议之一”。

### 2019年
美国宣布退出《中程导弹条约》引发了人们对延长《新削减战略武器条约》的担忧。6月12日，美国负责军备控制和国际安全的副国务卿安德里亚·汤普森和俄罗斯外交部副部长谢尔盖·里亚布科夫自2017年以来首次会面。会面的讨论包括一项多边条约，条约将包括中国、法国和英国。许多国会议员敦促特朗普政府延长《新削减战略武器条约》，理由是条约对核安全及其有力的核查制度。2019年7月，美国和俄罗斯代表团在日内瓦举行会议，讨论军备控制问题，包括如何将中国纳入未来的三方核军备控制条约。2019年11月1日，俄罗斯外交部官员弗拉基米尔·列昂蒂耶夫表示，他认为莫斯科和华盛顿没有足够的时间在2021年《新削减战略武器条约》到期之前起草条约的替代品。2019年12月，普京公开提议美国立即延长该条约，不作任何修改，并让美国检查员有机会检查一种新的高超音速滑翔飞行器先锋，该飞行器将受到《新削减战略性武器条约》的限制。

### 2020年
2020年2月，特朗普政府宣布了与俄罗斯进行核军备控制谈判，但自从美国国务卿蓬佩奥宣称将展开《新削减战略武器条约》延期谈判以来，美俄之间的核军备控制谈判从未发生。
由于2019冠状病毒病疫情，双方暂停了导弹发射场的核查，这些核查是为了确保遵守条约。
2020年7月，美国和俄罗斯在维也纳举行了军备控制谈判。美国邀请中国加入，但中国明确表示不会参加。美国和俄罗斯之间的谈判仍在继续，美国提议俄罗斯签署一份具有约束力的声明。包括一项新条约的大纲，条约将涵盖俄罗斯的所有核武，并扩大《新削减战略武器条约》的监测和核查制度，目标是将中国纳入未来的军备控制条约。
10月，普京提议“在没有任何先决条件的情况下将目前的协议延长至少一年”，但特朗普拒绝了这一提议。随后，俄罗斯同意了美国的提议，停止一年生产核弹头，并将条约延长一年。美国国务院发言人摩根·奥塔格斯表示，“我们赞赏俄罗斯联邦愿意在核军备控制问题上取得进展”，美国“准备立即会面，敲定一项可核查的协议”。

### 2021年
乔·拜登就职典礼当天，俄罗斯敦促美国拜登新政府在延长《新削减战略武器条约》的谈判中采取积极态度，俄罗斯外交部指责特朗普政府“故意和蓄意”废除国际军备控制协议，并指出其在谈判中采取的“适得其反、公然咄咄逼人”的态度。拜登政府表示，将寻求将该条约延长五年，该条约将于2021年2月到期。1月26日，拜登和普京在电话中同意将条约延期五年。
俄罗斯发言人德米特里·佩斯科夫回应称，俄罗斯“支持延长该条约”，并正在等待美国提议的细节。1月27日，俄罗斯国家杜马投票批准延期。2月3日，在普京签署该法案五天后，国务卿安东尼·布林肯宣布，美国已正式同意将该条约延长五年至2026年。

### 2022年
2022年11月，俄罗斯外交部推迟了与美国的会议，该会议旨在讨论恢复《新削减战略武器条约》的核查工作。美国国务院回应称，他们“准备尽早重新安排，因为恢复检查是维持条约作为稳定工具的优先事项。”俄罗斯外交部没有给出推迟的原因，但在2022年2月俄罗斯入侵乌克兰后，美俄关系变得紧张。

## 条约暂停

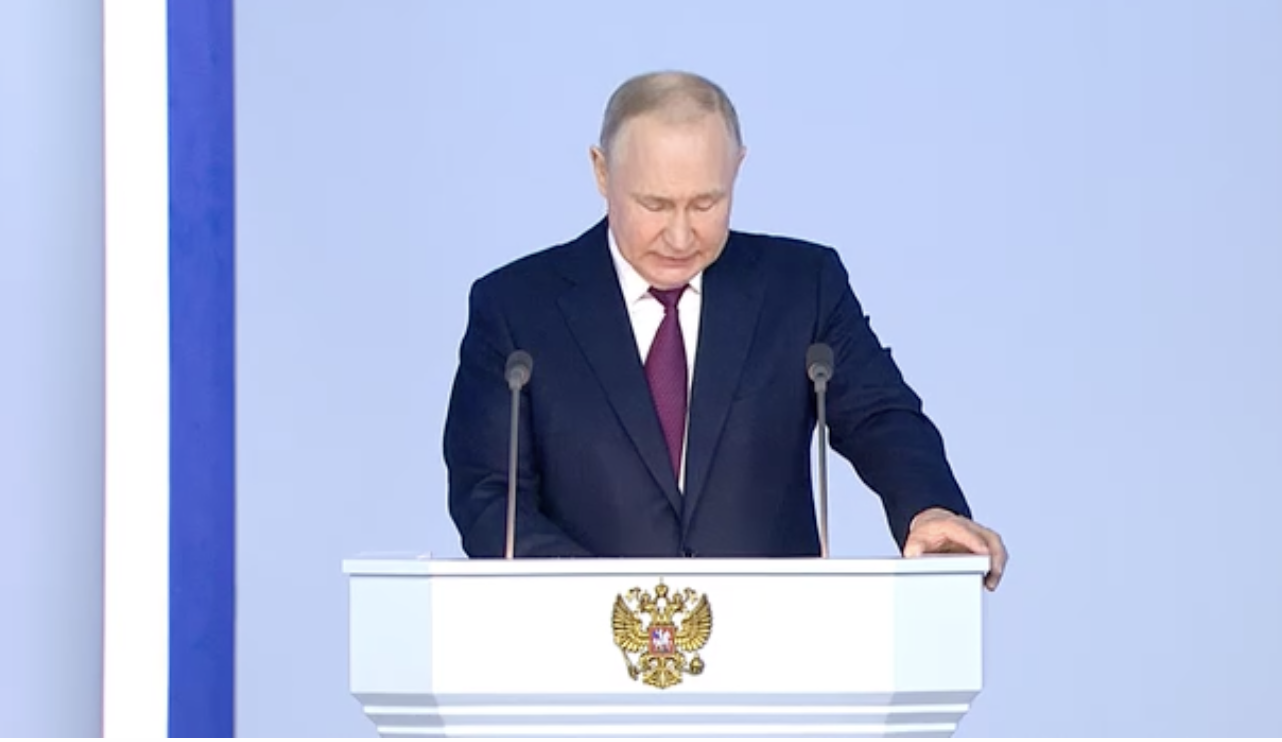
弗拉基米尔·普京在2023年2月宣布俄罗斯暂停执行《新削减战略武器条约》

2023年2月21日，俄罗斯总统弗拉基米尔·普京在俄罗斯联邦议会发表总统讲话时宣布俄罗斯暂停执行《新削减战略武器条约》，称俄罗斯不会允许美国和北约检查其核设施。他声称美国正在继续发展核武，并警告说美国进行的任何核武试验都将遭到俄罗斯发展和试验核武的反击。普京还表示，法国和英国的核武器不在条约范围内。俄罗斯政治研究所所长马科夫称：“如果美国现在不听俄罗斯的警告，可能会(完全)退出该条约。几年后，可能会发生巨大的变化，将会降低美国的核安全。”
2月21日，美国国务卿安东尼·布林肯表示，俄罗斯总统的决定“非常不幸，也非常不负责任”，北约秘书长延斯·斯托尔滕贝格表示，“我强烈鼓励俄罗斯重新考虑决定并尊重现有协议。”
2月22日，俄罗斯一名高级国防官员宣布，俄罗斯将遵守条约的核导弹限制，并随时向美国通报部署变化。
3月29日，谢尔盖·里亚布科夫宣布终止通知程序：“条约规定的所有活动都将暂停，无论美国采取何种立场。”同一天，俄罗斯联邦国防部报告称，“已经开始使用RS-24洲际弹道导弹和数千名士兵进行演习”。
3月30日，谢尔盖·里亚布科夫宣布，“尽管根据1988年《中程导弹条约》暂停了两国之间最后一项核军备控制条约，但俄罗斯将继续向美国通报任何洲际或潜艇弹道导弹的发射：”里亚布科夫说，俄罗斯仍承诺遵守核弹头限制，并将继续执行1988年关于交换导弹发射通知的协议”。
6月2日，美国吊销了俄罗斯核查人员的签证，称这是对俄罗斯“持续违反”条约的“合法对策”。